# Heinz-Dieter Hasebrink
Heinz-Dieter Hasebrink (* 28. August 1941 in Essen; † 17. Januar 2023) war ein deutscher Fußballspieler, der von 1966 bis 1973 in der Bundesliga für seinen Stammverein Rot-Weiss Essen, den 1. FC Kaiserslautern und den SV Werder Bremen 199 Spiele absolviert und dabei 42 Tore erzielt hat. Für Rot-Weiss Essen erzielte er die ersten beiden Bundesligatore.

## Laufbahn

### Oberliga, 2. Liga, Regionalliga, bis 1966
Heinz-Dieter Hasebrink wuchs sportlich in der Jugendabteilung von Rot-Weiss Essen auf. Am letzten Spieltag der Oberligasaison 1960/61, am 13. Mai 1961, debütierte das Nachwuchstalent in der Fußball-Oberliga West. Die Mannschaft von Trainer Willi Multhaup spielte mit dem jungen Stürmer 0:0 unentschieden bei Rot-Weiß Oberhausen, stieg aber in die 2. Liga West ab. Hasebrink verbrachte danach mit der RWE-Mannschaft – Fritz Herkenrath, Heinz Hornig, Otto Rehhagel, Heinz Wewers, Herbert Weinberg – zwei Runden in der 2. Liga und wurde bereits 1962/63 mit 14 Treffern der vereinsinterne Torschützenkönig. Mit der Einführung des neuen Ligasystems ab der Saison 1963/64 trug der Ex-Meister des Jahres 1955 seine Verbandsspiele in der Regionalliga West aus. An der Seite von Manfred Fallisch und Eckehard Feigenspan entwickelte Hasebrink neben seiner Spielmacherbegabung auch seine Torgefährlichkeit und erzielte in der Saison 1965/66 in 30 Spielen 18 Tore. Mit Trainer Fritz Pliska wurde 1966 die Vizemeisterschaft erreicht und damit der Einzug in die Bundesliga-Aufstiegsrunde. Hasebrink war in allen sechs Aufstiegsspielen gegen den FC St. Pauli, 1. FC Saarbrücken und den 1. FC Schweinfurt 05 aktiv und erzielte zwei Tore zum Gelingen des Aufstiegs. Von 1963 bis 1966 hatte er 91 Regionalligaspiele absolviert und 39 Tore für die Mannschaft von der Hafenstraße erzielt.

### Bundesligaspieler, 1966 bis 1973
Essen startete mit Hasebrink erfolgreich in die Bundesligasaison 1966/67. Er erzielte die ersten beiden Bundesligatore in der Vereinsgeschichte beim 4:1-Sieg im Heimspiel über den FC Schalke 04 am 27. August 1966 (2. Spieltag). Nach dem zehnten Spieltag – die Rot-Weissen hatten am 22. Oktober 1966 an der Hafenstraße Borussia Mönchengladbach mit 2:1 Toren geschlagen; Hasebrink erzielte den Siegtreffer in der 90. Spielminute – stand RWE mit 12:8 Punkten auf dem vierten Rang und Spielmacher und Freistoßspezialist Hasebrink hatte sechs Tore erzielt. Am 26. November 1966 zog er sich aber eine Muskelverletzung zu, deren Ausheilung sich bis zum 30. Spieltag, am 29. April 1967, beim 0:0-Remis bei Werder Bremen hinzog. Da auch noch Helmut Littek und Eckehard Feigenspan monatelang ausfielen, konnte die dadurch geschwächte RWE-Offensive nicht den Absturz an das Tabellenende verhindern.
Nach dem Abstieg nahm Hasebrink 1967 das Angebot des 1. FC Kaiserslautern an und wechselte in die Pfalz. Zwei Runden spielte er bei den „Roten Teufeln“, aber beide Runden gegen den Abstieg. Der Mann aus Essen absolvierte alle 68 Spiele in den zwei Runden für die Betzenberg-Elf und erzielte 18 Tore. Die Trainer Otto Knefler und Egon Piechaczek konnten den Südwest-Vertreter nicht in das gesicherte Mittelfeld führen und Hasebrink nahm zur Runde 1969/70 das Angebot von Werder Bremen an und verlegte seinen Arbeitsplatz in den Norden.
Werder belegte in vier Runden mit dem Ex-Essener dreimal den elften Rang und 1970/71 als beste Platzierung den zehnten Platz. Planung und Realität konnten nicht zusammengeführt werden, die Trainer wurden gewechselt, neue Spieler verpflichtet und Hoffnungen geschürt, aber von Fortschritt konnte von 1969 bis 1973 beim SV Werder nicht die Rede sein. Hasebrink gehörte immer der Stammelf an, egal ob unter dem Trainer Fritz Rebell, Hans Tilkowski, Robert Gebhardt, Willi Multhaup, Fritz Langner oder Josef Piontek. Höhepunkt seiner Zeit beim SV Werder war wohl die Runde 1971/72, als an der Weser mit den Neuzugängen Carsten Baumann, Peter Dietrich, Herbert Laumen, Willi Neuberger, Jürgen Weber und Werner Weist der sportliche Erfolg mit Gewalt erzwungen werden sollte und am Ende nur die Enttäuschung übrig blieb. Von 1969 bis 1973 absolvierte Heinz-Dieter Hasebrink in Bremen 114 Bundesligaspiele und erzielte 16 Tore.
Nach der Runde 1972/73 beendete er seine höherklassige Spielerlaufbahn und wechselte als Spielertrainer zum TuS Vahr-Bremen, wo er bis 1974 blieb. Ab der Saison 1974/75 war er Spieler bei Atlas Delmenhorst und schaffte 1975/76 als Meister der Landesliga Niedersachsen den Aufstieg in die Amateur-Oberliga Nord.
Mit dem Aufsteiger belegte er 1976/77 den 6. Rang und hatte dabei in 24 Ligaspielen elf Tore erzielt. Insgesamt werden für Hasebrink in der Oberliga Nord bei Delmenhorst 51 Spiele mit 25 Toren notiert.